# Offset (песня)
«Offset» — песня российской певицы Лолиты Милявской, выпущенная 17 июля 2024 года на лейбле Fenix Music.

## Музыкальное видео
Вместе с песней был выпущен музыкальный клип, снятый режиссёром Дарьей Гущиной и оператором Марком Миллером. В клипе обыгрывается тема «голой вечеринки», после посещения которой Лолита столкнулась с отменой своих концертов и выступлений. По сюжету Лолита, отказавшаяся от публичных извинений за вечеринку, теперь вынуждена выступать в некоем захолустном ресторане перед скучающей публикой, тем не менее энергичной певице удаётся так завести зрителей, что они пускаются в пляс.

## Отзывы критиков
Алексей Мажаев из InterMedia не обнаружил в песне заявленной Лолитой экспериментальности: «есть кабацкие проигрыши, есть шансонный припев, есть клезмерские пляски после каждого припева. Некоторые элементы, используемые в песне, появились в музыке больше ста лет назад и не то чтобы были прочно забыты с тех пор». Представилось довольно неудачным ходом использование сленга, ведь когда артист со стажем переходит на молодёжный язык, это часто выглядит, по мнению рецензента, «кринжово». Он также добавил, что «Лолита никогда не боялась показаться смешной, и за некоторыми её экспериментами наблюдать забавно, но „Offset“ — это какая-то череда непоняток, начиная с заглавного слова».

## История релиза
| Регион | Дата         | Формат                      | Лейбл       | Ист.  |
| ------ | ------------ | --------------------------- | ----------- | ----- |
| Мир    | 17 июля 2024 | Цифровая загрузка, стриминг | Fenix Music | [ 1 ] |
| СНГ    | 24 июля 2024 | Радиоротация                | Fenix Music | [ 6 ] |